# Tadeusz Jarina
Tadeusz Jarina (ur. 8 września 1897 we Lwowie, zm. 9 stycznia 1977) – podpułkownik pilot obserwator Wojska Polskiego. Żołnierz armii Austro-Węgier podczas I wojny światowej, uczestnik wojny polsko-ukraińskiej i wojny polsko-bolszewickiej. Wieloletni dowódca jednostek lotnictwa II Rzeczypospolitej.

## Życiorys
Pochodził z rodziny rumuńsko-rusińskiej. W Stanisławowie ukończył czteroletnią Niższą Wojskową Szkołę Realną w Enns, następnie wstąpił do Szkoły Kadetów we Lwowie. Zdał egzaminy końcowe 15 marca 1915 roku i jako chorąży został przydzielony do 4. batalionu strzelców polnych. Podczas I wojny światowej w składzie tej jednostki walczył pod Gorlicami, gdzie 7 czerwca został ranny. Po rekonwalescencji skierowano go 17 czerwca 1915 roku na szkolenie w Bruck an der Leitha, po jego ukończeniu został awansowany do stopnia podporucznika. Powrócił na front wschodni jako dowódca kompanii karabinów maszynowych. Został dwukrotnie ranny, po zakończeniu leczenia otrzymał przydział na front włoski. Walczył tam do 25 października 1918 roku, w międzyczasie otrzymał awans do stopnia porucznika.
Po demobilizacji powrócił do rodzinnego Lwowa. 1 listopada zgłosił się do służby w polskich oddziałach i wziął udział w wojnie polsko-ukraińskiej. Z racji swego doświadczenia został mianowany dowódcą kompanii karabinów maszynowych w 38. pułku piechoty Strzelców Lwowskich. W trakcie walk został dwukrotnie ranny. Został mianowany dowódcą odcinka obrony miasta pod nazwą "Poczta", a od 10 listopada 1918 roku służył w II Batalionie 1. pułku strzelców Lwowskich jako dowódca kompanii karabinów maszynowych. W trakcie walk został dwukrotnie ranny. Po rekonwalescencji 2 czerwca 1919 roku powrócił do macierzystej jednostki, gdzie służył do 15 stycznia 1920 roku.
15 stycznia 1920 roku, na własną prośbę, został przydzielony do 5. eskadry wywiadowczej. Przeszedł przeszkolenie w charakterze obserwatora i w tej roli wykonywał loty podczas wojny polsko-bolszewickiej. 9 kwietnia w załodze z sierż. Michałem Solskim wykonywał lot, podczas którego ich samolot został zestrzelony, a obaj lotnicy dostali się do niewoli. Wkrótce udało się im uciec i powrócić do macierzystej eskadry. W trakcie walk wykonał 47 lotów bojowych, a w ramach kursu pilotażu, prowadzonego w eskadrze, wykonał 70 lotów szkolnych. 5 września został przydzielony do 6. eskadry wywiadowczej, ale już 20 września został skierowany na kurs pilotażu w Wyższej Szkole Pilotów w Ławicy.
Po zakończeniu szkolenia został 15 stycznia 1921 roku przydzielony do 18. eskadry myśliwskiej. 21 lutego został skierowany na drugi kurs informacyjny zorganizowany w Oficerskiej Szkole Obserwatorów Lotniczych. Po przeszkoleniu został przydzielony do 15. eskadry myśliwskiej, a 1 września objął jej dowództwo. Następnie 5 października 1921 roku został przeniesiony do 3. pułku lotniczego, a 27 lipca 1922 roku został mianowany szefem pilotów w 1. eskadry wywiadowczej. To stanowisko zajmował krótko, bo już 5 września został przeniesiony do morskiego dywizjonu lotniczego. 20 listopada powrócił do 15. eskadry myśliwskiej.
12 stycznia 1923 roku objął dowództwo 5. eskadry wywiadowczej i pełnił tę funkcję do 1 kwietnia 1924 roku. 5 października 1924 roku został mianowany dowódcą parku lotniczego 3. pułku lotniczego. 24 czerwca 1925 roku został przeniesiony do 6. pułku lotniczego, gdzie 15 września objął stanowisko komendanta parku lotniczego 6. plot. Wkrótce, już 24 października, objął dowództwo 61. eskadry lotniczej. W maju 1927 roku został skierowany do Centralnej Szkoły Podoficerów Pilotów Lotnictwa w Bydgoszczy na stanowisko wykładowcy i szefa pilotażu. 11 listopada 1927 roku powrócił na stan 6. plot. 1 listopada 1928 roku został skierowany na kurs dowódców eskadr w Oficerskiej Szkole Lotnictwa w Dęblinie. Po jego ukończeniu powrócił do 6. pl, gdzie w 1929 roku objął dowództwo nad I dywizjonem. 30 kwietnia 1929 roku został skierowany do Centrum Wyszkolenia Podoficerów Lotnictwa w Bydgoszczy, gdzie objął stanowisko szefa pilotażu. 7 listopada 1930 roku został mianowany komendantem Szkoły Podoficerów Pilotów Lotnictwa w Centrum Wyszkolenia Podoficerów Lotnictwa. 2 grudnia 1930 roku został mianowany majorem ze starszeństwem z 1 stycznia 1931 roku i 5. lokatą w korpusie oficerów aeronautycznych. Z dniem 3 listopada 1932 został przydzielony na czteromiesięczny kurs oficerów sztabowych lotnictwa przy Wyższej Szkole Wojennej w Warszawie. 13 marca 1933 roku został przeniesiony do 4. pułku lotniczego na stanowisko dowódcy I dywizjonu liniowego. W listopadzie 1935 roku objął dowództwo dywizjonu szkolnego 4. plot. Na stopień podpułkownika został mianowany ze starszeństwem z 19 marca 1937 i 4. lokatą w korpusie oficerów lotnictwa, grupa liniowa. 15 października 1937 roku został przeniesiony do Inspektoratu Obrony Powietrznej Państwa, a w listopadzie został mianowany dowódcą 3. pułku lotniczego i pełnił to stanowisko do wybuchu II wojny światowej.
Po zakończeniu kampanii wrześniowej przedostał się do Francji i został mianowany dowódcą punktu zbornego w Le Bourget. Po klęsce Francji nie zdołał się ewakuować do Wielkiej Brytanii, w 1941 roku został aresztowany przez Gestapo. Przebywał w Oflagu X C Lübeck i Oflagu VI B Dössel. 31 marca 1945 roku zbiegł z obozu i przedostał się na tereny opanowane przez wojska alianckie. Po demobilizacji zatrudnił się w sektorze cywilnym. W 1954 roku zdecydował się na powrót do Polski i zamieszkał w Bydgoszczy.
Zmarł 9 stycznia 1977 roku. Pochowany został na cmentarzu nowofarnym w Bydgoszczy.

## Ordery i odznaczenia
Za swą służbę otrzymał odznaczenia:

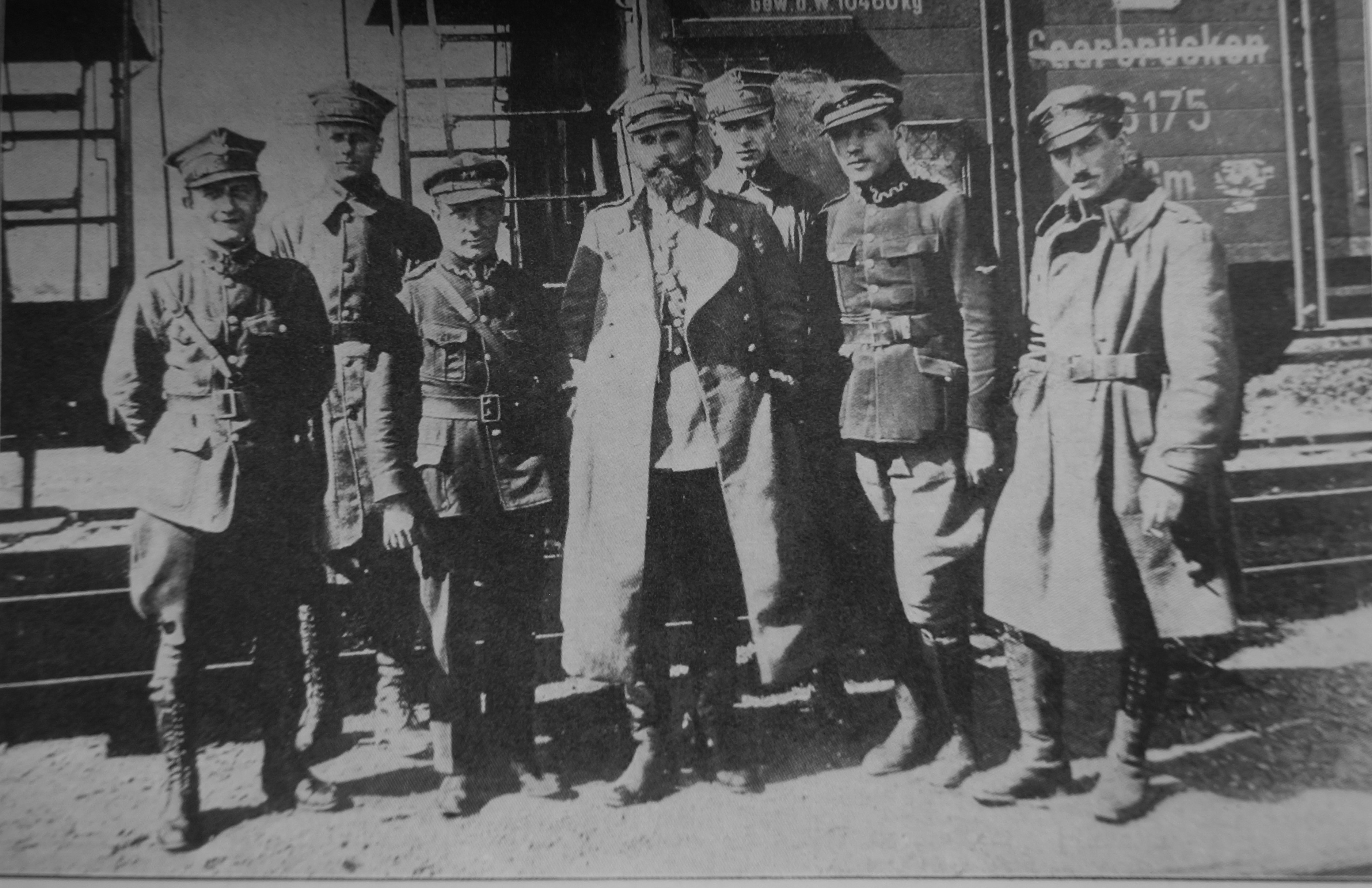
Inspekcja gen. Gustawa Macewicza (w środku) w 5 Eskadrze Wywiadowczej na froncie w 1920 r. Ppor. obs. Tadeusz Jarina stoi pierwszy z prawej

- Krzyż Walecznych (dwukrotnie)[22][15]
- Złoty Krzyż Zasługi (16 marca 1934)
- Medal Niepodległości (9 listopada 1933)[23]
- Srebrny Krzyż Zasługi (10 listopada 1928)[24]
- Polowa Odznaka Obserwatora nr 24 (11 listopada 1928)[25]
- Krzyż Obrony Lwowa
- Odznaka pamiątkowa „Orlęta”
- Odznaka pamiątkowa V Odcinka „Obrony Lwowa”
- Krzyż Zasługi Wojskowej III klasy z mieczami (Austro-Węgry)
- Medal Zasługi Wojskowej (Austro-Węgry)
- Srebrny Medal Waleczności I klasy (Austro-Węgry)
- Krzyż Wojskowy Karola (Austro-Węgry)
- Krzyż Żelazny II klasy (Prusy)
- Medal Rannych (Austro-Węgry)
- czechosłowacka Odznaka Pilota (1929)[26]
- jugosłowiańska Odznaka Pilota (1929)[26]